# 杉沢村伝説 完全無削除 絶対恐怖版
『杉沢村伝説 完全無削除 絶対恐怖版』（すぎさわむらでんせつ かんぜんむさくじょ ぜったいきょうふばん）は、2000年公開の田川幹太監督のオリジナルビデオ作品。ストーリーテラーは桜金造。

## 概要
20世紀末に流行した地図から消えた幻の村・杉沢村にスポットを当てたモキュメンタリー作品である。
映像制作スタッフのメンバーが幻の村・杉沢村の詳細を知る少女と出会い、場所を知る事になり杉沢村のある山に潜入するが、道中で度重なるアクシデントに見舞われ、スタッフ間の争いと恐怖が場を混沌へと導く。
そして問題の杉沢村に辿りつくが、そこには予想だにしない事態がスタッフを待ち受けていた。

## キャスト
- 桜金造
- 田中餌蝋
- 田川幹太
- 高坂正樹 他

### 再現ドラマ
- 川村ティナ
- 小井塚登 他